# 돈 백키

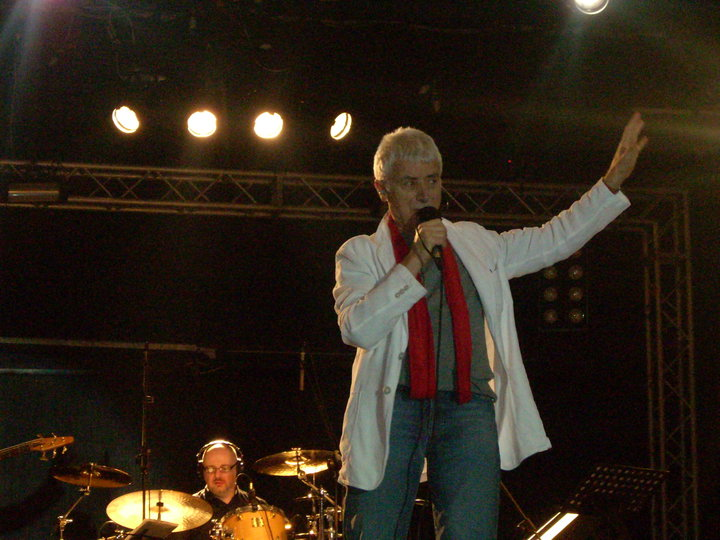

돈 백키(Aldo Caponi, 1939년 8월 21일 ~ )는 이탈리아의 배우, 가수, 영화배우, 작곡가, 작가, 싱어송라이터이다.

## 영화
- 빵과 튤립 (2000년)
- 바보같은 자의 비극 (1981년)
- 미친 개들 (1974년)
- 로마 제국의 최후 (1973년)
- 블랙 레몬 (1970년)